# Atletismo nos Jogos Olímpicos de Verão de 2008 - Salto em distância masculino
A competição de salto em comprimento masculino dos Jogos Olímpicos de Verão de 2008 realizou-se a 16 e 18 de agosto de 2008 no Estádio Nacional de Pequim.

## Medalhistas
| Ouro   | PAN Irving Saladino |
| Prata  | RSA Khotso Mokoena  |
| Bronze | CUB Ibrahim Camejo  |

## Recordes
Antes desta competição, os recordes mundiais e olímpicos da prova eram os seguintes:
| Tipo | Atleta      | Distância | Local            | Data                  |
| ---- | ----------- | --------- | ---------------- | --------------------- |
|      | Mike Powell | 8,95 m    | Tóquio           | 30 de agosto de 1991  |
|      | Bob Beamon  | 8,90 m    | Cidade do México | 18 de outubro de 1968 |

## Resultados

### Eliminatórias
Para se qualificarem para a final os atletas tiveram que fazer um salto mínimo de 8.15 (Q) ou ficar no melhor 12 seguintes (q).
| #  | Grupo | Nome                        | País                | 1           | 2            | 3           | Marca | Notas |
| -- | ----- | --------------------------- | ------------------- | ----------- | ------------ | ----------- | ----- | ----- |
| 1  | A     | Louis Tsatoumas             | GRE Grécia          | 8.27 (+0.1) |              |             | 8.27  | Q     |
| 2  | A     | Ibrahim Camejo              | CUB Cuba            | 8.23 (+0.5) |              |             | 8.23  | Q     |
| 3  | A     | Greg Rutherford             | GBR Grã-Bretanha    | 8.16 (-0.1) |              |             | 8.16  | Q     |
| 4  | A     | Khotso Mokoena              | RSA África do Sul   | 8.03 (-0.1) | x            | 8.14 (-0.1) | 8.14  | q     |
| 5  | B     | Ngonidzashe Makusha         | ZIM Zimbabwe        | 8.14 (0.0)  | 7.94 (0.0)   | -           | 8.14  | q     |
| 6  | B     | Wilfredo Martínez           | CUB Cuba            | 7.92 (+0.4) | 7.80 (+0.4)  | 8.07 (+0.1) | 8.07  | q     |
| 7  | B     | Ndiss Kaba Badji            | SEN Senegal         | 7.65 (-0.1) | 7.79 (-0.1)  | 8.07 (-0.5) | 8.07  | q, SB |
| 8  | A     | Hussain Taher Al-Sabee      | KSA Arábia Saudita  | 5.47 (+0.3) | 8.04 ( -0.4) | x           | 8.04  | q     |
| 9  | B     | Irving Saladino             | PAN Panamá          | x           | x            | 8.01 (+0.2) | 8.01  | q     |
| 10 | A     | Luis Méliz                  | ESP Espanha         | x           | 7.77 (-0.1)  | 7.95 (+0.1) | 7.95  | q     |
| 11 | A     | Gable Garenamotse           | BOT Botsuana        | 7.58 (+0.3) | x            | 7.95 (+0.4) | 7.95  | q     |
| 12 | B     | Roman Novotný               | CZE República Checa | 7.75 (+0.3) | 7.81 (-0.1)  | 7.94 (-0.2) | 7.94  | q     |
| 13 | A     | Stephan Louw                | NAM Namíbia         | 7.73 (+0.1) | x            | 7.93 (+0.6) | 7.93  |       |
| 14 | B     | Mohamed Salman Al-Khuwalidi | KSA Arábia Saudita  | x           | x            | 7.93 (+0.4) | 7.93  |       |
| 15 | B     | Tyrone Smith                | BER Bermudas        | 6.95 (+0.1) | 7.63 (-0.6)  | 7.91 (-0.1) | 7.91  |       |
| 16 | B     | Fabrice Lapierre            | AUS Austrália       | 7.90 (+0.1) | x            | x           | 7.90  |       |
| 17 | A     | Yahya Berrabah              | MAR Marrocos        | 7.88 (+0.1) | x            | x           | 7.88  |       |
| 17 | A     | Tommi Evilä                 | FIN Finlândia       | x           | x            | 7.88 (+0.2) | 7.88  |       |
| 19 | B     | Trevell Quinley             | USA Estados Unidos  | x           | x            | 7.87 (-0.2) | 7.87  |       |
| 20 | B     | Andrew Howe                 | ITA Itália          | 7.73 (+0.1) | 7.81 ( -0.2) | x           | 7.81  |       |
| 21 | A     | Salim Sdiri                 | FRA França          | x           | x            | 7.81 (+0.3) | 7.81  |       |
| 22 | B     | Brian Johnson               | USA Estados Unidos  | x           | 7.79 (-0.1)  | x           | 7.79  |       |
| 23 | A     | Sebastien Bayer             | GER Alemanha        | x           | 7.43 (+0.1)  | 7.77 (0.0)  | 7.77  |       |
| 24 | A     | Hugo Chila                  | ECU Equador         | 7.77 (+0.2) | x            | x           | 7.77  |       |
| 24 | B     | Andriy Makarchev            | UKR Ucrânia         | 7.77 (+0.3) | x            | x           | 7.77  |       |
| 26 | A     | Mauro Vinícius da Silva     | BRA Brasil          | x           | 7.75 (-0.1)  | x           | 7.75  |       |
| 27 | B     | Chris Tomlinson             | GBR Grã-Bretanha    | 7.52 (+0.4) | 7.62 (0.0)   | 7.70 (+0.2) | 7.70  |       |
| 28 | A     | Li Runrun                   | CHN China           | 7.70 (+0.2) | x            | 7.56 (+0.1) | 7.70  | SB    |
| 29 | B     | Tarik Bouguetaib            | MAR Marrocos        | 7.69 (-0.1) | x            | x           | 7.69  |       |
| 30 | B     | Herbert McGregor            | JAM Jamaica         | 7.64 (0.0)  | 7.46 (+0.3)  | 7.36 (0.0)  | 7.64  |       |
| 31 | A     | Morten Jensen               | DEN Dinamarca       | x           | 7.58 (+0.3)  | 7.63 (-0.1) | 7.63  |       |
| 32 | B     | Louis Tristán               | PER Peru            | 7.58 (+0.1) | 7.62 (+0.3)  | x           | 7.62  |       |
| 33 | A     | Marcin Starzak              | POL Polônia         | x           | x            | 7.62 (-0.2) | 7.62  |       |
| 34 | A     | Henry Dagmil                | PHI Filipinas       | 7.58 (0.0)  | x            | x           | 7.58  |       |
| 35 | A     | Nikolai Atanasov            | BUL Bulgária        | x           | x            | 7.54 (-0.5) | 7.54  |       |
| 36 | B     | Julien Fivaz                | SUI Suíça           | 7.53 (0.0)  | x            | x           | 7.53  |       |
| 37 | A     | Vladimir Malyavin           | RUS Rússia          | 7.32 (-0.2) | 7.35 (-0.1)  | x           | 7.35  |       |
| 38 | B     | Miguel Pate                 | USA Estados Unidos  | x           | 7.34 (+0.4)  | x           | 7.34  |       |
| 39 | B     | Zhou Can                    | CHN China           | -           | -            | -           | NM    |       |
| 40 | B     | Arnaud Casquette            | MRI Maurício        |             |              |             | DNS   |       |
| 41 | A     | Issam Nima                  | ALG Argélia         |             |              |             | DNS   |       |

### Final
| #                 | Atleta                | País                | 1           | 2           | 3           | 4           | 5        | 6        | Resultado   | Notas |
| ----------------- | --------------------- | ------------------- | ----------- | ----------- | ----------- | ----------- | -------- | -------- | ----------- | ----- |
| Medalha de ouro   | Irving Saladino       | PAN Panamá          | x (+0.1)    | 8.17 (-0.1) | 8.21 (+0.1) | 8.34 (-0.3) | x (-0.2) | x (-0.5) | 8.34 (-0.3) |       |
| Medalha de prata  | Khotso Mokoena        | RSA África do Sul   | 7.86 (+0.1) | x (0.0)     | 8.02 (+0.2) | 8.24 (0.0)  | x (-0.2) | x (-0.4) | 8.24 (0.0)  |       |
| Medalha de bronze | Ibrahim Camejo        | CUB Cuba            | 7.94        | 8.09        | 8.08        | 7.88        | 7.93     | 8.20     | 8.20        |       |
| 4                 | Ngonidzashe Makusha   | ZIM Zimbabwe        | 8.19        | 8.06        | 8.05        | 8.10        | 8.05     | 6.48     | 8.19        |       |
| 5                 | Ndiss Kaba Badji      | SEN Senegal         | 8.03        | x           | 8.02        | 8.16        | 8.03     | 7.92     | 8.16        | SB    |
| 6                 | Luis Felipe Meliz     | ESP Espanha         | x           | 8.02        | x           | x           | 7.98     | 8.07     | 8.07        |       |
| 7                 | Roman Novotný         | CZE República Checa | 7.87        | 7.75        | 8.00        | x           | 7.82     | 7.94     | 8.00        |       |
| 8                 | Gable Garenamotse     | BOT Botsuana        | x           | 7.85        | -           |             |          |          | 7.85        |       |
| 9                 | Greg Rutherford       | GBR Grã-Bretanha    | x           | 5.20        | 7.84        |             |          |          | 7.84        |       |
| 10                | Hussain Taher Al Saba | KSA Arábia Saudita  | 7.80        | x           | x           |             |          |          | 7.80        |       |
| 11                | Louis Tsatoumas       | GRE Grécia          | x           | x           | x           |             |          |          | NM          |       |
| DSQ               | Wilfredo Martínez     | CUB Cuba            | 7.60        | 7.90        | x           | 8.04        | x        | 8.19     | 8.19        |       |

Legenda
| Recorde mundial      | Recorde mundial (World record)               |                       | Recorde africano                      | Recorde africano (African) |                                           | Q | Classificado por posição (Qualified) |
| Recorde olímpico     | Recorde olímpico (Olympic record)            | Recorde da América    | Recorde da América (Americas)         | q                          | Classificado por melhor tempo (Qualified) |   |                                      |
| Melhor marca do ano  | Melhor marca do ano (World leading)          | Recorde asiático      | Recorde asiático (Asian)              | DNS                        | Não largou (Did not start)                |   |                                      |
| Recorde nacional     | Recorde nacional (National record)           | Recorde europeu       | Recorde europeu (European)            | DNF                        | Não terminou (Did not finish)             |   |                                      |
| Recorde pessoal      | Recorde pessoal do atleta (Personal best)    | Recorde da Oceania    | Recorde da Oceania (Oceania)          | DSQ / DQ                   | Desclassificado (Disqualified)            |   |                                      |
| Recorde da temporada | Recorde da temporada do atleta (Season best) | Recorde sul-americano | Recorde sul-americano (South America) | NM                         | Sem marca (No mark)                       |   |                                      |